# Er klopt iets niet
Er klopt iets niet is een hoorspelserie naar het gelijknamige boek van Havank. Voor de bewerking zorgde Pieter Terpstra. De NCRV zond de serie uit vanaf donderdag 28 november 1968. De regisseur was Wim Paauw.

## Delen
- Deel 1: Hoogst merkwaardig (duur: 21 minuten)
- Deel 2: De Schaduw en de alibi’s (duur: 22 minuten)
- Deel 3: Wie is de wrekende gerechtigheid? (duur: 20 minuten)
- Deel 4: 246 kilometer (duur: 21 minuten)

## Rolbezetting
- Jan Borkus (hoofdinspecteur Charles Carlier, de Schaduw)
- Hans Veerman (Haro Aberdeen)
- Corry van der Linden (Nicoletta Trojani)
- Frans Somers (Mikael Kojevnikoff)
- Willy Brill (Olga, z’n vrouw)
- Paul van der Lek (Henk Verstraeten)
- Joke Hagelen (Angela de Romanis)
- Paul Deen (Dr. Renato de Romanis, haar broer, chirurg)
- Anton Kuyl (Pretore, commissaris van politie)
- Hans Karsenbarg (Aldo Escagni, notaris)
- Tonny Foletta (spoorwegbeambte)
- Piet Ekel (Prof. Dr. Guazzaroni)
- Han König (stuurman)

## Inhoud
Haro Aberdeen en Henk Verstraeten zijn in Rome en gaan met de kunstschilder Mikael Kojevnikoff en zijn vrouw Olga en hun vrienden dokter Renato de Romanis en Aldo Escagni een hapje eten. In het restaurant ontmoeten ze toevallig Charles Carlier, bijgenaamd de Schaduw, en Bruno Silvère en diens vrouw Manon. Beide heren zijn van de Sûreté. De kunstschilder nodigt hen uit naar Amalfi te komen en op Villa Riposo dei Filosofi het weekeind door te brengen. Zo geraken zij in een drama verwikkeld…